# Seska
„Seska” este un personaj secundar din serialul TV USS Voyager din franciza Star Trek. 
Este interpretat de Martha Hackett.
Născută ca membră a speciei cardasiene, această agentă a Ordinului Obsidian și-a schimbat înfățișarea pentru a arăta ca o bajorană și a se infiltra în celula Maquis condusă de fostul ofițer al Flotei Stelare, Chakotay. O bună prietenă a B'Elannei Torres, ea s-a alăturat grupării conduse de Chakotay și a devenit amanta acestuia.
Ajunsă în cvadrantul Delta, Seska își trădează camarazii atunci când se aliază cu kazonii, complotând împreună cu aceștia să preia comanda navei Voyager.